# 蒙哥馬利縣 (肯塔基州)
蒙哥馬利縣（英語：Montgomery County）是美國肯塔基州的一個縣，地理上屬於外藍草地區。面積515平方公里。根據美國2000年人口普查，共有人口22,554人。縣治芒特斯特靈 (Mount Sterling)。
成立於1796年。縣名紀念美國獨立戰爭中戰死的理查·蒙哥馬利。